# Dominique Rocheteau
Dominique Rocheteau, né le 14 janvier 1955 à Saintes en Charente-Maritime, surnommé l'« Ange vert », est un footballeur international français et dirigeant sportif.
Joueur emblématique de l'AS Saint-Étienne pendant les années 1970 avec lequel il est notamment Champion de France en 1974, 1975 et 1976 puis finaliste de la Coupe d'Europe des clubs champions en 1976. Il joue ensuite au Paris SG, club avec lequel il remporte notamment le championnat de France en 1986 et dont il est, en 2021, le cinquième meilleur buteur de l'histoire.
Avec l'équipe de France, il remporte l'Euro 1984 et est deux fois demi-finaliste de la Coupe du monde, en 1982 et en 1986.
Nommé vice-président du conseil de surveillance de l'ASSE en 2010, il devient par la suite conseiller du président puis coordinateur sportif. En 2017, il est nommé au poste de directeur sportif, jusqu'en 2019, date à laquelle il prend sa retraite.

## Biographie

### Début de carrière
Dominique Rocheteau naît le 14 janvier 1955 à Saintes, en Charente-Maritime. C'est néanmoins à Étaules, petite ville de la presqu'île d'Arvert, entre Royan et l'île d'Oléron, qu'il grandit et fait ses premières armes au sein du club de football local, l'US Étaules. Issu d'une famille d'ostréiculteurs et d'une lignée de footballeurs (son père, son oncle et plusieurs de ses cousins jouent en amateur), il évolue ensuite en junior à La Rochelle.
Mais la carrière professionnelle de Dominique Rocheteau est indissociable de l'AS Saint-Étienne, qui est dans les années 1970 l'équipe la plus populaire de l'hexagone. Arrivé dans le club stéphanois comme stagiaire en 1971, il joue son premier match pro avec Saint-Étienne en 1973 contre Nancy. Il ne peut prendre vraiment part aux magnifiques doublés coupe-championnat de 1974 et 1975, ne jouant que quelques matchs à cause de multiples blessures. Enfin remis, il explose littéralement l'année suivante au sein du dispositif en 4-3-3 mis en place par l'entraîneur Robert Herbin. Il devient rapidement l'une des coqueluches du public, en particulier des supportrices. Ses dribbles élégants et ravageurs sur l'aile droite conjugués à sa longue chevelure bouclée, sa notoriété fulgurante lui vaudront le surnom d’« Ange Vert », attribué en tête d'un reportage sur le footballeur star par le directeur de la rédaction du magazine Onze, Jean-Pierre Frimbois.

### «L'Ange vert» en action (1976-1980)

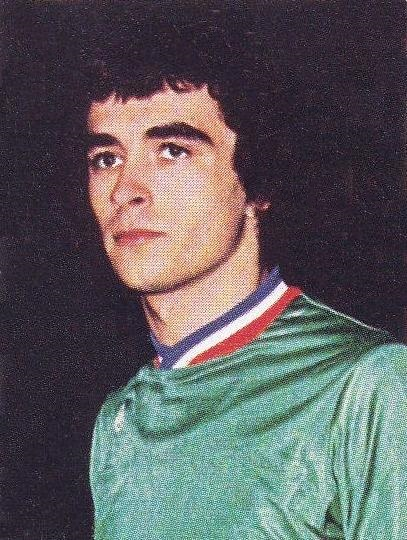
Dominique Rocheteau en 1976.

L'année 1976 est une grande saison pour Rocheteau et les « Verts » tant sur un plan national qu'européen. En Coupe des clubs champions européens, Dominique Rocheteau inscrit un but et fait une passe décisive pour Hervé Revelli à Glasgow face au Rangers FC lors du match retour des huitièmes de finale (victoire 2-1). En quarts, Dominique va participer à l'un des plus beaux retournements de situation de l'histoire du football français. Opposée à l'un des grands favoris de cette édition 1975-1976, le Dynamo Kiev, emmené par le Ballon d'or Oleg Blokhine, l'AS Saint-Étienne est battue au match aller 2 à 0. Le match retour est homérique. Alors que la première mi-temps s'est achevée sur le score de 0 à 0, Oleg Blokhine est à deux doigts d'ouvrir le score, mais se fait prendre le ballon au dernier moment. Sur le contre, Saint-Étienne ouvre la marque par Hervé Revelli, puis récidive six minutes plus tard, sur coup franc, par Jean-Michel Larqué. Kiev, qui pensait avoir pris le contrôle du match, est sonné. Durant la prolongation, Dominique Rocheteau, blessé à la cuisse et épuisé, parvient à reprendre in extremis un centre de Patrick Revelli et marque le but de la victoire.

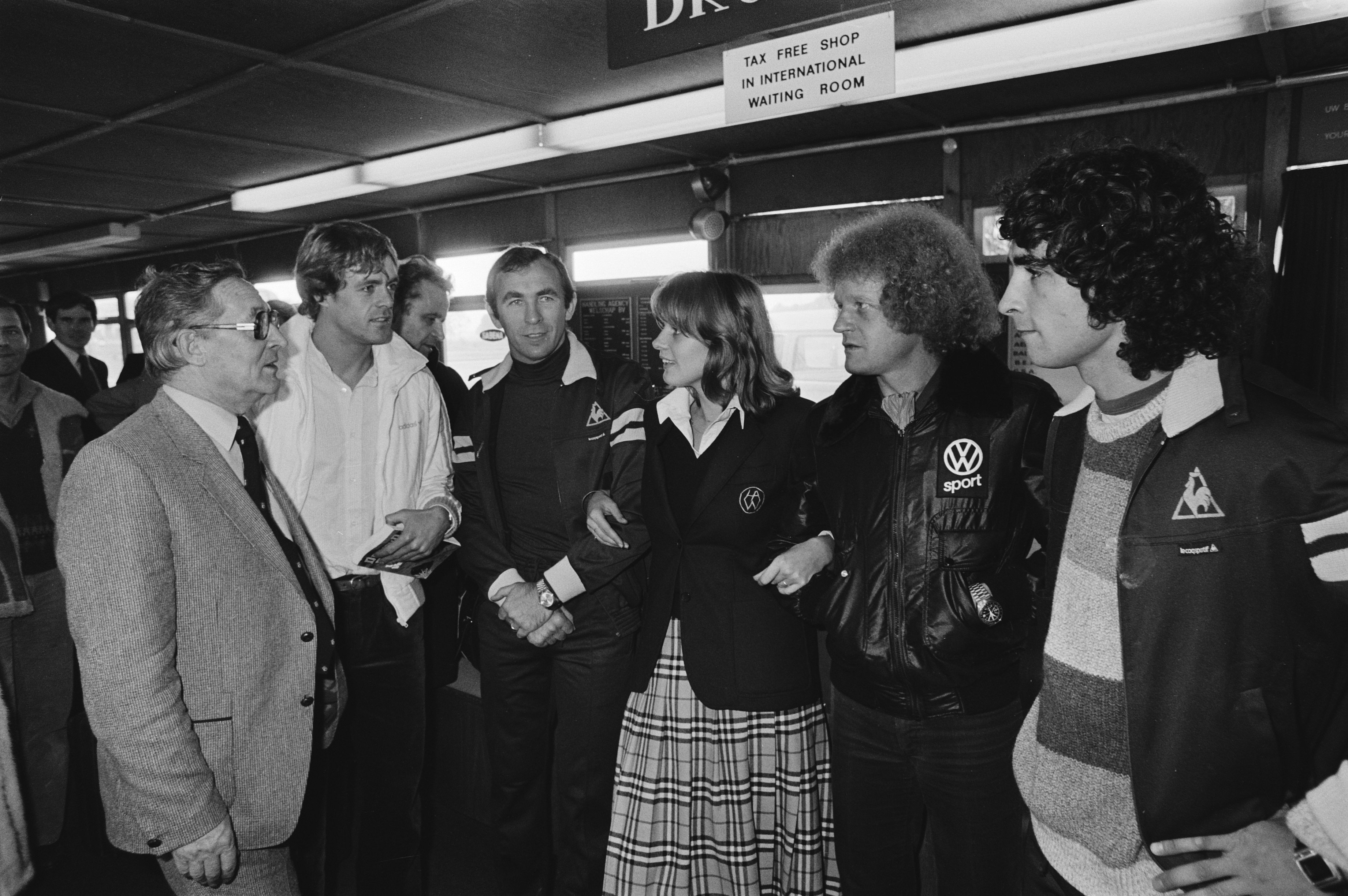
Déplacement de l'AS Saint-Étienne en 1979 (de g. à d. : Johnny Rep, Ivan Ćurković, Robert Herbin et Dominique Rocheteau).

L'AS Saint-Etienne élimine ensuite le PSV Eindhoven lors des demi-finales, grâce notamment à une prestation exceptionnelle du gardien Ivan Ćurković au match retour après la victoire 1-0 au match aller (but sur un coup franc obtenu par Rocheteau et transformé par Jean-Michel Larqué). Le club atteint ainsi la finale contre le Bayern Munich de Franz Beckenbauer, tenant du titre, qui l'avait éliminée lors de l'édition précédente. Blessé à la cuisse durant la seconde mi-temps du match contre le PSV Eindhoven, Rocheteau ne joua malheureusement que les sept dernières minutes du match (en remplacement de Christian Sarramagna), grâce à des infiltrations de novocaïne, sans que son fameux coup de rein ne change le cours de la partie. Dominatrice, l'équipe stéphanoise s'incline 1-0, se faisant surprendre contre le cours du jeu sur coup franc, et touche par deux fois les fameux poteaux carrés de l'Hampden Park. En championnat, Saint-Étienne remporte néanmoins son troisième titre de champion d'affilée.
L'année suivante, le club remporte la coupe de France 1977 face au Stade de Reims en finale, à laquelle Rocheteau participe, et termine cinquième du championnat.

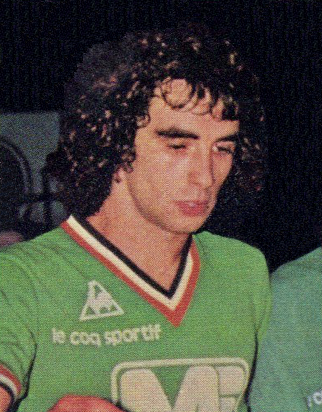
Dominique Rocheteau sous les couleurs de Saint-Étienne en 1978.

À la suite d'un championnat 1977-1978 moyen (Saint-Étienne finit septième), le club opère un changement radical de politique. Le vivier formé par le centre de formation du club est de plus en plus délaissé au profit d'un recrutement onéreux de stars comme le Bastiais Jacques Zimako, le Lyonnais Bernard Lacombe, le Nancéien Michel Platini, ou encore Johnny Rep, et le Messin Patrick Battiston.
Après un très bon championnat 1978-1979 durant lequel Rocheteau marque 21 buts (troisième meilleur buteur ex aequo avec Gilbert Marguerite et Pierre Pleimelding) et adresse 12 passes décisives, le joueur vit un championnat 1979-1980 plus difficile. Malgré un bon départ (meilleur buteur du club après 15 journées), il se blesse gravement contre Angers. Éloigné des terrains pendant de longues semaines, son absence coïncide avec une période euphorique pour l'ASSE (large victoire 6-2 face au PSV Eindhoven en seizièmes de la Coupe UEFA) et a contrario, son retour avec un passage à vide du club (lourde défaite 6-1 dans cette compétition par le Borussia Mönchengladbach, puis en quarts de la Coupe de France par une équipe de Montpellier évoluant en deuxième division sur un score de 1-1 à l'extérieur). Lors de ces deux confrontations, Dominique Rocheteau ne marqua pas ces buts qui auraient peut-être changé la tournure des événements, et certains au club ne manquèrent pas de lui en faire la remarque. Bien qu'il garde la confiance de Robert Herbin, Rocheteau sent une réserve à son égard au sein de la direction du club et préfère partir au Paris Saint-Germain, qui lui propose en plus de quitter son aile droite pour un poste d'avant-centre. Lui qui se sentait bloqué dans son rôle d'ailier voit là l'occasion de donner un tournant à sa carrière.

### Confirmation au Paris Saint-Germain
Déçu par le duo Beltramini-Boubacar, qui n'a su faire oublier celui emmené par Carlos Bianchi et François M'Pelé, le président Francis Borelli recrute donc deux nouveaux attaquants, l'« Ange vert » et Nambatingue Toko de Valenciennes. Georges Peyroche promet à Dominique le poste de no 9 d'avant-centre.
Dominique quitte ainsi l'AS Saint-Étienne et son poste d'ailier droit pour rejoindre le jeune club du Paris Saint-Germain, où il retrouve la position fétiche de sa prime jeunesse, celle d'avant-centre, qu'il avait dû céder à Hervé Revelli puis à Johnny Rep chez les « Verts ». Mais son style reste très atypique. Peu enclin à rester à attendre le ballon dans la surface de réparation et à jouer dos au but ou en pivot, Dominique préfère user de son arme la plus efficace, le dribble, pour semer la panique dans les défenses adverses. Il joue donc la partition d'un joueur très mobile, libre d'évoluer sur tout le front de l'attaque. Très bon passeur, il ne se montre pas trop individualiste (parfois même pas assez). Il évoluera d'ailleurs parfois durant sa période parisienne aux côtés d'avants-centres typiques (Kees Kist, Richard Niederbacher, Vahid Halilhodžić ou Jules Bocandé) en tant qu'attaquant de soutien, partant de plus loin et participant activement à la construction des actions offensives.
Le Paris SG a beau être ambitieux, il obtient des résultats irréguliers. Dominique lui-même accusera plusieurs baisses de forme dues à de fréquentes blessures (n'étant guère épargné par les défenseurs adverses) et à une certaine fragilité psychologique. Avec son nouveau club, il remporte néanmoins plusieurs titres. Il remporte la Coupe de France en 1982, après une finale épique disputée face à l'AS Saint-Étienne de Michel Platini, qui joue là son dernier match pour un club français. Le Paris SG l'emporte 6 à 5 aux tirs au but après un match nul 2-2 (Dominique inscrivant le but de l'égalisation pour Paris lors de l'ultime minute de la prolongation).
Dominique dispute un quart de finale de Coupe d'Europe des vainqueurs de coupe lors de la saison 1982-1983. Lors de l'édition 1982-1983 de la Coupe de France, Paris conserve son titre en l'emportant 3 buts à 2 face au champion de France, le FC Nantes, à l'issue d'une nouvelle finale d'anthologie. Dominique atteint également la finale de la Coupe de France de football 1984-1985 (défaite 1 à 0 face à l'AS Monaco).
Dominique Rocheteau acquiert son dernier titre de champion de France en 1986, le premier pour le club parisien, entraîné alors par Gérard Houllier et ce après une première partie de championnat hallucinante (vingt-six matches d'affilée sans défaite, record de l'époque, battu huit ans plus tard). Cette année-là, il sera même vice-meilleur buteur du championnat, avec 19 buts, derrière Jules Bocandé du FC Metz, qui par ailleurs, deviendra deux mois plus tard son coéquipier au PSG pour la saison 1986-1987, sa dernière avec le club parisien.

### «L'Ange» plane aussi chez les «Bleus»
Rocheteau est certainement le joueur français qui a été sélectionné le plus rapidement en équipe de France. Après une démonstration en match de préparation à la saison 1975-1976 des « Verts » contre Leeds (il entre en seconde mi-temps et renverse à lui tout seul la situation en marquant deux buts), le sélectionneur des bleus Ștefan Kovács présent ce jour-là au stade Geoffroy-Guichard lui lance comme une boutade : « On se voit en sélection, hein petit ? ». Et quelques jours plus tard, associé à Emon et Molitor en attaque et servi par son coéquipier Jean-Michel Larqué, il joue en 1975 son premier match amical en bleu face au Real Madrid et y inscrit encore deux buts. Malgré l'apport du jeune prodige, l'équipe de France, déjà mal engagée dans les éliminatoires pour le Championnat d'Europe de football 1976, se fait finalement sortir de la compétition. Ces mauvais résultats doivent amener les « Bleus » à réagir. La donne va alors changer avec l'arrivée de Michel Hidalgo.
Les « Bleus » vont connaître un vrai renouveau grâce à l'arrivée de cet entraîneur atypique et à celle d'une exceptionnelle génération de joueurs, emmenée par Michel Platini. L'attaquant stéphanois participe ainsi activement à la Coupe du monde 1978 disputée en Argentine, après avoir inscrit le premier but du France-Bulgarie (3-1) lors des éliminatoires. Cette compétition est l'occasion pour Rocheteau d'afficher une véritable conscience politique, en exprimant ouvertement ses réticences quant au fait de disputer une compétition sportive dans un pays alors sous le joug d'une dictature militaire. Jugé à court de condition physique  par Michel Hidalgo (il n'a pas joué les derniers matches de Championnat de France avec son club à cause d'une blessure), il ne figure donc pas sur la feuille de match lors de la première rencontre perdue 2 à 1 face à l'Italie. Il fait son retour dans la formation pour le second match contre l'Argentine, durant lequel il retrouve en attaque Bernard Lacombe et Didier Six. Mais cela n'empêche pas la formation d'essuyer une nouvelle défaite 2 à 1 qui précipite son élimination de la Coupe du monde argentine. Le dernier match contre la Hongrie, alors également éliminée, devient donc sans enjeu, sinon l'honneur ; la France s'impose 3 à 1. Dominique Rocheteau marque le troisième et dernier but français de cette Coupe du monde.
Sortis lors des éliminatoires de l'Euro 1980 (en finissant deuxièmes de leur groupe derrière la Tchécoslovaquie), Rocheteau et l'équipe de France ne participent une nouvelle fois pas à cette compétition.
Puis, au sein d'une équipe de France arrivée enfin à maturité, il dispute la Coupe du monde 1982. Blessé et évincé des titulaires après un très mauvais match initial face à l'Angleterre (défaite 3 à 1), il remplace au bout de 15 minutes de jeu Bernard Lacombe, blessé, contre l'Autriche, lors du premier match du second tour. À peine entré en jeu, Rocheteau impulse plus d'élan à l'attaque française et obtient même le coup franc victorieux tiré par Bernard Genghini. Il ne lâchera plus le poste. Quelques jours plus tard, il marque un magnifique doublé contre l'Irlande du Nord, sur deux actions individuelles. Malheureusement, il se blesse sur son second but et sa participation à la terrible demi-finale France-Allemagne de Séville ne sera actée qu'au tout dernier moment notamment grâce à une infiltration pour anesthésier la douleur. Cela ne l'empêchera pas d'obtenir le pénalty (transformé par Michel Platini) de l'égalisation à 1 à 1 puis de réussir son tir lors de la mythique séance de tirs au but. Cela ne suffira malheureusement pas à empêcher les Allemands de l'emporter et donc, de se qualifier pour la finale.
En 1984, il remporte l'Euro disputé en France. Cette compétition lui laissera un arrière-goût amer, puisqu'il ne prendra part qu'à deux rencontres, Michel Hidalgo lui préférant Bernard Lacombe et hésitant à associer les deux hommes à la pointe de l'attaque. Remplaçant lors du premier match face au Danemark (1 à 0), il entre en cours de jeu face à la Belgique (5 à 0). Mais lors du match suivant, face à la Yougoslavie, Dominique Rocheteau, positionné en pivot dans un rôle qu'il déteste, peine et finit par être remplacé par Thierry Tusseau. Il ne reviendra plus sur le terrain de la compétition et verra ses coéquipiers l'emporter en demi-finale face au Portugal (3 à 2) puis en finale face à l'Espagne (2 à 0).
Un an plus tard, en revanche, ses prestations lui assurent une place de titulaire lors de la finale de la Coupe intercontinentale des nations disputée contre l'Uruguay d'Enzo Francescoli. Il marque l'un des deux buts de la brillante victoire française, l'autre étant inscrit par José Touré, avec lequel il forme un duo d'attaque prometteur, qui sera brisé quelques mois plus tard (le jeune attaquant nantais ayant été grièvement blessé lors d'un quart de finale de coupe de l'UEFA face à l'Inter de Milan).
En 1986, au Mexique, il dispute son plus beau mondial. Pourtant, le début de la compétition fut difficile. Légèrement blessé à l'entrainement avant le début de la compétition, il participe sans grande réussite au premier match contre le Canada (victoire 1 à 0). Henri Michel décide alors de le laisser au repos pour se soigner lors du second match contre l'U.R.S.S. (qui se finit par un match nul 1 à 1). Dominique Rocheteau entre ainsi à nouveau en jeu lors du troisième match contre la Hongrie. Son entrée donne tout de suite un nouvel allant à l'attaque française, le Parisien offrant une passe décisive à Jean Tigana puis marquant lui-même le troisième but d'une probante victoire 3 à 0. L'équipe de France est maintenant bien lancée dans la compétition après son départ poussif. Qualifiée pour les huitièmes de finale, la France, conduite par ses artistes du « carré magique » (Platini, Tigana, Giresse et Genghini/Fernandez) domine copieusement le champion du monde italien en titre, l'emportant 2 à 0 sur un rythme effréné. Rocheteau délivre lors de ce match deux nouvelles passes décisives pour Platini et Yannick Stopyra. Il en réussira une dernière pour Platini, portant son total à quatre, ce qui fait de lui l'un des meilleurs passeurs de la compétition. Cette dernière passe décisive, il la délivra lors du quart de finale d'anthologie face au Brésil, qui comptait quelques-uns des meilleurs techniciens de la planète (Zico, Sócrates et Careca). Cette rencontre exceptionnelle (qualifiée de plus beau match de l'histoire du football par Pelé lui-même) s'achèvera aux tirs au but par une victoire française, après des retournements de situation incroyables. Blessé durant cette rencontre et remplacé par Bruno Bellone, il ne pourra malheureusement pas participer à la demi-finale, opposant de nouveau, quatre ans après Séville, la France face à l'Allemagne (défaite 2-0). Rocheteau décidera de ne pas prendre part au match pour la troisième place (remporté par la France 4 à 2 face à la surprenante Belgique), et mettra, à l'issue de la compétition, un terme à sa carrière internationale.
Ses prestations lors de cette compétition lui permettront quelques semaines plus tard d'être sélectionné dans l'équipe FIFA du Reste du Monde sous la double responsabilité de Franz Beckenbauer et Johan Cruyff, opposée à une sélection Des Amériques emmenée par Diego Maradona, lors d'un match au profit de l'UNICEF à Los Angeles le 27 juillet 1986. La sélection Des Amériques l'emportera aux tirs au but après un match nul 2 à 2.

### Fin de carrière à Toulouse
Après une dernière saison délicate avec le PSG, dont il devient néanmoins le meilleur buteur avec cent réalisations, Rocheteau rejoint en 1987 les rangs du Toulouse Football Club. Il y retrouve son ancien coéquipier stéphanois Jacques Santini, devenu entraîneur, et Yannick Stopyra, avec lequel il avait formé un duo redoutable lors de la coupe du monde 1986. Il y effectuera deux saisons mitigées, et une dernière participation à la coupe d'Europe.
Usé par dix-sept ans de professionnalisme, au cours desquels il aura été souvent la cible préférée de rugueux défenseurs, il raccroche définitivement les crampons après une ultime rencontre contre le Racing Club de Paris, au sein duquel son ancien coéquipier de l'équipe de France, Maxime Bossis, semble jouer lui aussi son dernier match professionnel (en fait, Bossis sortira de sa retraite un an plus tard pour jouer une ultime saison avec le FC Nantes, son club formateur).
Fait assez rare pour être souligné, Rocheteau termine sa carrière professionnelle avec seulement trois cartons jaunes à son actif : un avec Saint-Étienne en Coupe d'Europe contre le PFC CSKA Sofia et deux avec l'équipe de France (contre les Pays-Bas lors des éliminatoires du Mondial 1982 et le dernier contre la Hongrie lors de la Coupe du monde 1986).

### Reconversion
Pendant quelques numéros, Dominique Rocheteau, alors qu'il joue encore à Saint-Étienne, livre des chroniques au mensuel de football Onze. Dans ces chroniques au contenu plutôt personnel, il parle de ses passions, évoquant notamment ses goûts musicaux... Il fait de même de 1986 à 1987 pour le magazine Mondial avec sa rubrique « Disco Rocheteau ».
Reconverti un temps dans la fonction d'agent de joueur, il arrête à la suite de problèmes avec David Ginola. Il devient ensuite président de la Commission d'éthique de la FFF.
Dominique Rocheteau s'est également un temps laissé tenter par le cinéma. On a pu ainsi le voir tenir un rôle important en 1995 dans le film Le Garçu de Maurice Pialat, où il partageait notamment l'affiche avec Gérard Depardieu. Il apparaît également en 2004 dans le film Casablanca Driver de Maurice Barthélemy où il joue son propre rôle. Il a aussi publié un ouvrage, On m'appelait l'ange vert…, aux éditions Le cherche midi, en avril 2005.
Amoureux du Viêt Nam, Rocheteau crée une académie de football au sud de Hô Chi Minh-Ville pour les jeunes du pays et en devient le conseiller technique bénévole.
À Royan, Dominique Rocheteau a créé « Footatlantic », un centre de stages de football, où il encadre des jeunes de 8 à 16 ans à Pâques et en été. Il leur inculque la pratique du football et ses valeurs, pour les faire progresser sur le terrain mais aussi en dehors.
Le 29 juin 2010, il est nommé vice-président du conseil de surveillance de l'ASSE. Il devient ensuite conseiller du président puis coordinateur sportif. En juin 2017, il est nommé au poste de directeur sportif. En mai 2019, il annonce qu'il se retire de son poste pour prendre sa retraite et profiter de son temps libre à Saint-Pierre-Quiberon dans l’ancienne maison de Laurent Voulzy, rachetée en 2016, puis se rapproche de sa famille, de longue lignée d'ostréiculteurs, 
à Etaules.

### Vie privée
Il est père de quatre enfants.

## Statistiques détaillées
| Saison                | Club                  | Championnat           | Championnat | Championnat | Coupe(s) nationale(s) | Coupe(s) nationale(s) | Supercoupe | Supercoupe | Compétition(s) continentale(s) | Compétition(s) continentale(s) | Compétition(s) continentale(s) | France | France | Total | Total |
| Saison                | Club                  | Division              | M.          | B.          | M.                    | B.                    | M.         | B.         | Comp.                          | M.                             | B.                             | M.     | B.     | M.    | B.    |
| 1972-1973             | AS Saint-Étienne      | Division 1            | 2           | 0           | -                     | -                     | -          | -          | CI                             | 1                              | 0                              | -      | -      | 3     | 0     |
| 1973-1974             | AS Saint-Étienne      | Division 1            | 4           | 0           | 2                     | 1                     | -          | -          | -                              | -                              | -                              | -      | -      | 6     | 1     |
| 1974-1975             | AS Saint-Étienne      | Division 1            | 4           | 0           | 1                     | 0                     | -          | -          | CI                             | 1                              | 0                              | -      | -      | 6     | 0     |
| 1975-1976             | AS Saint-Étienne      | Division 1            | 22          | 11          | 1                     | 0                     | -          | -          | C1                             | 8                              | 3                              | 3      | 0      | 34    | 14    |
| 1976-1977             | AS Saint-Étienne      | Division 1            | 27          | 3           | 7                     | 0                     | -          | -          | C1                             | 6                              | 0                              | 4      | 1      | 44    | 4     |
| 1977-1978             | AS Saint-Étienne      | Division 1            | 26          | 5           | 1                     | 0                     | -          | -          | C2                             | 2                              | 0                              | 5      | 2      | 34    | 7     |
| 1978-1979             | AS Saint-Étienne      | Division 1            | 37          | 21          | 5                     | 0                     | -          | -          | -                              | -                              | -                              | 3      | 0      | 45    | 21    |
| 1979-1980             | AS Saint-Étienne      | Division 1            | 31          | 11          | 6                     | 1                     | -          | -          | C3                             | 5                              | 0                              | 1      | 0      | 43    | 12    |
| Sous-total            | Sous-total            | Sous-total            | 153         | 51          | 23                    | 2                     | -          | -          | -                              | 23                             | 3                              | 16     | 3      | 215   | 59    |
| 1980-1981             | Paris Saint-Germain   | Division 1            | 37          | 16          | 3                     | 2                     | -          | -          | -                              | -                              | -                              | 4      | 0      | 44    | 18    |
| 1981-1982             | Paris Saint-Germain   | Division 1            | 22          | 10          | 8                     | 6                     | -          | -          | -                              | -                              | -                              | 8      | 3      | 38    | 19    |
| 1982-1983             | Paris Saint-Germain   | Division 1            | 26          | 11          | 9                     | 3                     | -          | -          | C2                             | 3                              | 0                              | 3      | 2      | 41    | 16    |
| 1983-1984             | Paris Saint-Germain   | Division 1            | 30          | 9           | 1                     | 0                     | -          | -          | C2                             | 3                              | 0                              | 8      | 2      | 42    | 11    |
| 1984-1985             | Paris Saint-Germain   | Division 1            | 31          | 15          | 10                    | 2                     | -          | -          | C3                             | 3                              | 3                              | -      | -      | 44    | 20    |
| 1985-1986             | Paris Saint-Germain   | Division 1            | 35          | 19          | 7                     | 1                     | -          | -          | -                              | -                              | -                              | 10     | 5      | 52    | 25    |
| 1986-1987             | Paris Saint-Germain   | Division 1            | 23          | 3           | 1                     | 0                     | 1          | 0          | C1                             | 2                              | 0                              | -      | -      | 27    | 3     |
| Sous-total            | Sous-total            | Sous-total            | 204         | 83          | 39                    | 14                    | 1          | 0          | -                              | 11                             | 3                              | 33     | 12     | 288   | 112   |
| 1987-1988             | Toulouse FC           | Division 1            | 26          | 4           | 4                     | 1                     | -          | -          | C3                             | 4                              | 2                              | -      | -      | 34    | 7     |
| 1988-1989             | Toulouse FC           | Division 1            | 34          | 7           | 2                     | 0                     | -          | -          | -                              | -                              | -                              | -      | -      | 36    | 7     |
| Sous-total            | Sous-total            | Sous-total            | 60          | 11          | 6                     | 1                     | -          | -          | -                              | 4                              | 2                              | -      | -      | 70    | 14    |
| Total sur la carrière | Total sur la carrière | Total sur la carrière | 417         | 145         | 68                    | 17                    | 1          | 0          | -                              | 38                             | 8                              | 49     | 15     | 573   | 185   |

## Palmarès

### En club
Formé à l'AS St-Étienne, il est dès sa seconde saison en professionnel Champion de France malgré seulement quatre matchs joués. Il joue le même nombre de matchs la saison suivante mais remporte un second championnat de France avant de trouver sa place dans l'effectif stéphanois lors de la saison 1975-1976 lors d'un troisième sacre consécutif de Champion de France. Cette même année, il est finaliste de la Coupe d'Europe des clubs champions mais le club s'incline face au Bayern Munich, un but à zéro. Après trois titres consécutifs, l'ASSE perd son trône mais remporte la Coupe de France en 1977.
Après huit saisons au club, Dominique Rocheteau rejoint le Paris Saint-Germain. Lors de sa seconde saison au club en 1981-1982, il remporte la Coupe de France contre son club formateur après avoir lui même égalisé dans les dernières secondes de prolongation. Il s'offre une nouvelle Coupe de France la saison suivante, la troisième de sa carrière. Il joue une nouvelle finale en 1985, mais s'incline face à l'AS Monaco mais la saison suivante, il est champion de France pour la quatrième fois de sa carrière.
En équipe de France, il compte quarante-neuf sélections pour quinze buts et participe à trois Coupes du monde dont une troisième place en 1986 et une quatrième place en 1982 mais surtout remporte l'Euro 1984 et la Coupe intercontinental des nations en 1985.
| AS St-Étienne (4) | Paris Saint-Germain (3) | Équipe de France (2) |
| --- | --- | --- |
| - Championnat de France : - Champion : 1974, 1975 et 1976. - Coupe de France : - Vainqueur : 1977. - Coupe d'Europe des Clubs Champions : - Finaliste : 1976. | - Championnat de France : - Champion : 1986. - Coupe de France : - Vainqueur : 1982 et 1983. - Finaliste : 1985 - Trophée des Champions : - Finaliste : 1987 | - Champion d'Europe des Nations : - Vainqueur : 1984 - Coupe intercontinentale des nations : - Vainqueur : 1985 - Jeux méditerranéens : - Finaliste : 1975 avec les Amateurs |

### Distinctions individuelles
- Élu révélation de l'année par France Football en 1975
- Élu Onze de Bronze par Onze en 1976
- Fait chevalier de l'ordre national du Mérite le 29 avril 1985
- 2e meilleur passeur de la Coupe du monde en 1986 (quatre passes décisives)[12]
- Membre du PSG Hall Of Fame en 2017[13]
- Meilleur buteur de la Coupe de France en 1982 (6 buts) avec le Paris SG
- En 2022, le magazine So Foot le classe dans le top 1000 des meilleurs joueurs du championnat de France, à la 14e place[14].

## Anecdotes
- Il a joué du sifflet pour le premier jingle SPORT de 1984 à 1995 pour Canal+ .
- Il est un des rares joueurs français (avec Michel Platini) à avoir marqué au moins un but lors de trois Coupes du monde différentes : en 1978 (1 but), en 1982 (2 buts) et en 1986 (1 but)
- 2 sélections en Équipe FIFA entre 1984 et 1986 :
  - FIFA XI - New York Cosmos, 3-1, le 22 juillet 1984 (1 but marqué)
  - Reste du Monde (FIFA) - Amériques, 2-2 (3 t.a.b. à 4), le 27 juillet 1986

## Hommage

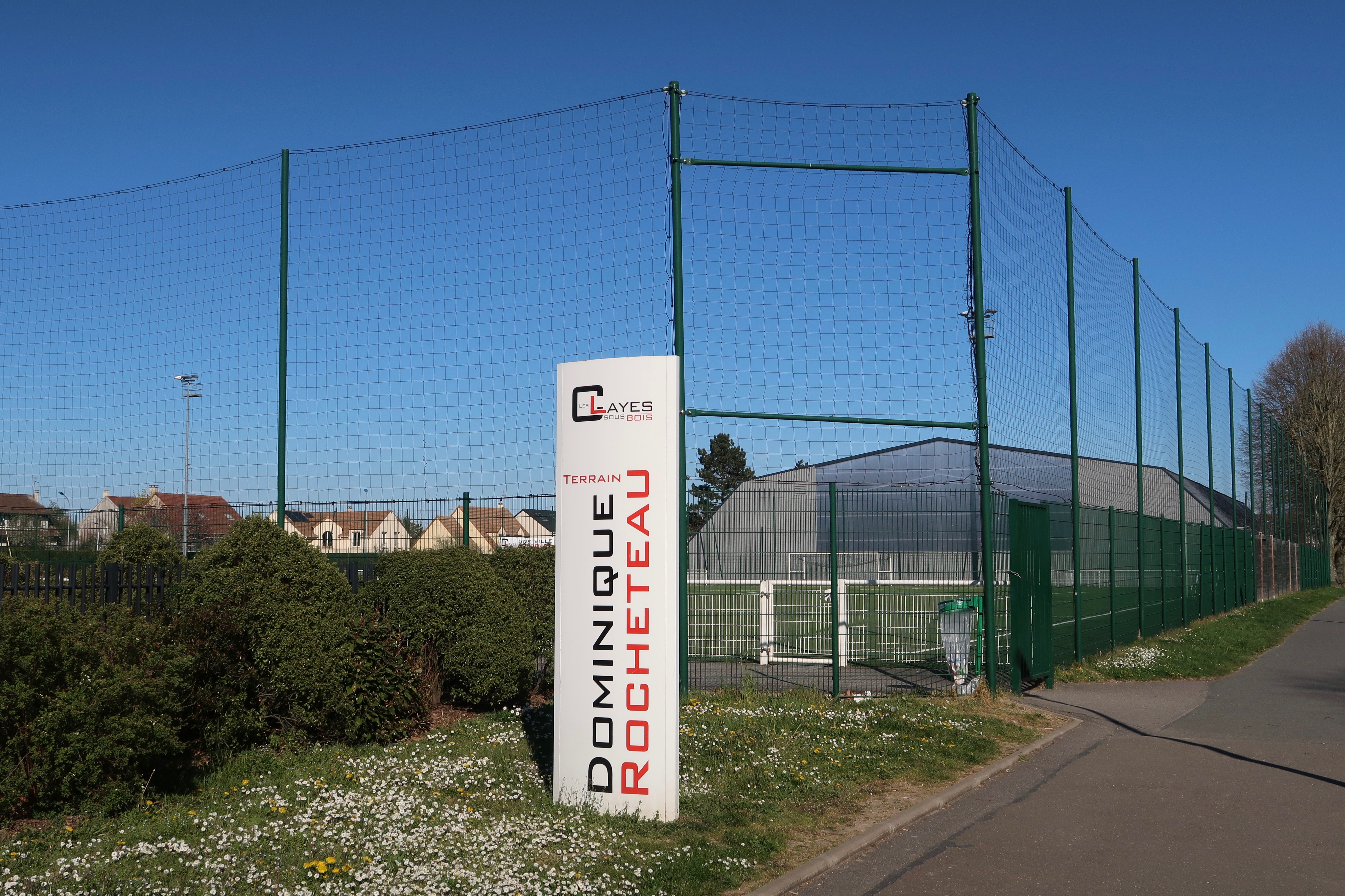
Vue du terrain.

- En reconnaissance de son parrainage, un terrain de sport des Clayes-sous-Bois (Yvelines) porte son nom depuis 2012. Ce terrain est homologué pour accueillir des compétitions de football[15].